# Paolo Bordoni
Paolo Bordoni (Sondrio, 23 febbraio 1963) è un allenatore di calcio ed ex calciatore italiano, di ruolo portiere.

## Carriera

### Calciatore
È cresciuto nell'Atalanta, con cui non scenderà mai in campo, né in Serie B, né in Serie A.
Nel 1985 si trasferì al Piacenza; inizialmente riserva di Luca Pellini, guadagnò in seguito il posto da titolare vincendo la Coppa Anglo-Italiana nel 1986 e il campionato di Serie C1 nel 1987. Sempre in maglia biancorossa giocò in Serie B nelle due stagioni successive e in Serie C1 nel suo ultimo anno. Terminata la sua esperienza con il Piacenza, si ritrovò per qualche mese senza un contratto, allenandosi con la cosiddetta "nazionale dei giocatori senza contratto", che raduna tutti quei calciatori che non hanno al momento una squadra.
Nell'ottobre 1990 passò alla Lodigiani, dove giocò per sette stagioni: fino al 1992 in Serie C2 e nelle restanti in Serie C1, sino al 1997.
Nel 1997, a 34 anni, tornò in Serie B con la maglia del Pescara, voluto dal nuovo allenatore degli abruzzesi, Maurizio Viscidi, che lo aveva allenato nella Lodigiani. Con gli adriatici giocò quattro annate in Serie B, sfiorando la promozione in Serie A nella stagione 1998-1999, persa solo all'ultima giornata. Nella stagione successiva rimase vittima di un grave infortunio, fratturandosi il perone nella partita sul campo della Fermana.
Dopo la retrocessione del 2001, concluse la carriera al Giulianova, senza tuttavia scendere in campo nella Serie C1 2001-2002.

### Allenatore
Iniziò l'attività di allenatore nel suo ultimo anno da giocatore, a Giulianova, come preparatore dei portieri. Nel finale di stagione subentrò al dimissionario Adriano Buffoni alla guida della prima squadra.
Successivamente passò alle giovanili della R.C. Angolana, che guidò per sette stagioni. Nel marzo 2009 subentrò al dimissionario Vincenzo Vivarini alla guida della prima squadra, per poi ritornare alle giovanili a fine stagione. Negli anni successivi alla formazione di Città Sant'Angelo ricoprì anche il ruolo di preparatore dei portieri e allenatore in seconda. Lasciò la società al termine della stagione 2017-2018.
Nella stagione seguente seguì il tecnico Paolo Rachini, con cui aveva collaborato nelle due annate precedenti all'Angolana, al Francavilla, in qualità di preparatore dei portieri. Nel 2022 è al Montesilvano

## Palmarès

### Competizioni nazionali
- Campionato italiano di Serie B: 1

Atalanta: 1983-1984
- Campionato italiano di Serie C1: 1

Piacenza: 1986-1987
- Campionato italiano di Serie C2: 1

Lodigiani: 1991-1992

### Competizioni internazionali
- Coppa Anglo-Italiana: 1

Piacenza: 1986